# L'Homme-Orchestre
L'Homme-Orchestre er en fransk stumfilm fra 1900 af Georges Méliès.